# Nordcaps
Nordic Coordinated Arrangement for Military Peace Support (Nordcaps) var ett försvarssamarbete gällande fredsfrämjande operationer mellan de nordiska länderna som existerade från 1997 till 2009, då dess roll togs över av Nordefco.
Från 1960-talet samordnades olika aspekter av de nordiska ländernas militära FN-insatser inom Nordsam FN. 1997 etablerades istället Nordcaps, och täckte även fredsfrämjande operationer utanför FN. När avtalet slöts 2 april 1997 deltog Danmark, Finland, Norge och Sverige i Nordcaps. 3 september 2003 anslöt sig även Island till Nordcaps. 2009 uppgick Nordcaps och två andra nordiska försvarsrelaterade samarbeten, Nordac och Nordsup, i Nordefco.